# Alberto Etchegaray Aubry
Juan Enrique Alberto Etchegaray Aubry (5 de mayo de 1945) es un ingeniero, empresario y político chileno, ex ministro de Estado del presidente Patricio Aylwin.

## Biografía
Su padre era Luis Alberto Etchegaray Peyreblanque y su madre Odette Aubry Labarthe. Estudió en los Padres Franceses de la capital y luego ingeniería civil en la Pontificia Universidad Católica.
Pese a ser independiente, históricamente ha estado muy vinculado políticamente al Partido Demócrata Cristiano, tienda en la que tiene sus cercanos de toda la vida.
Casado con Beatriz de la Cerda, tuvo siete hijos, uno de los cuales, Alberto, se desempeñó como superintendente de Valores y Seguros durante la primera parte de la administración de la presidenta Michelle Bachelet.
Su primera actividad pública de alcance nacional tuvo lugar en 1987 cuando, en plena dictadura militar, fue uno de los personeros que coordinó la visita del Papa Juan Pablo II al país. Este hecho le permitió tomar contacto con gente vinculada al general Augusto Pinochet, a la Iglesia católica, la oposición y a los empresarios que aportaron para conseguir la venida del pontífice en ese complejo momento de la historia del país.
Fue ahí cuando forjó su cercanía a Anacleto Angelini, uno de los hombres más ricos del país sudamericano, con el cual trabajaría estrechamente desde la segunda mitad de los años noventa.
En 1990 fue nombrado por Patricio Aylwin como ministro de Vivienda y Urbanismo, cargo que desempeñó hasta 1994, cuando finalizó la administración del democratacristiano. A comienzos de ese año fue sondeado por Eduardo Frei Ruiz-Tagle para asumir la cartera de Educación, pero Etchegaray Aubry, tras pensarlo detenidamente, lo desechó y pasó al sector privado.
En 1995 asumió como presidente del Consejo Nacional para la Superación de la Pobreza, ente que derivó luego en la Fundación para la Superación de la Pobreza.
En 1994 ingresó al directorio de Celulosa Arauco y Constitución y en enero de 2005 fue nombrado presidente de la misma. En esa posición debió encarar el severo impasse derivado de la contaminación generada por una planta de la compañía en la zona centro-sur del país, hecho que la enfrentó duramente con las autoridades y la comunidad.
Participó en el Banco del Desarrollo, entidad hoy en manos de Scotiabank Sud Americano, y en otra gran cantidad de empresas, destacándose la constructora e inmobiliaria SalfaCorp, de la que llegó a ser presidente en 2007-2015.
Es socio desde hace más de tres décadas de la Cámara Chilena de la Construcción (CChC), director del Hogar de Cristo y socio de la Unión Social de Empresarios Cristianos.